# Myles Amine
Myles Nazem Amine (* 14. Dezember 1996 in Dearborn, Michigan, Vereinigte Staaten) ist ein US-amerikanisch-san-marinesischer Ringer.

## Leben
Myles Amine wurde 1996 in Dearborn im US-Bundesstaat Michigan als Sohn der San-Marinesin Marcy Mularoni und des US-Amerikaners Mike Amine geboren. Da er aufgrund der Herkunft seiner Mutter seit seiner Geburt neben der US-amerikanischen auch die san-marinesische Staatsbürgerschaft besitzt, entschloss Amine sich für San Marino anzutreten. Bei den Europaspielen 2019 gewann er Bronze in der Klasse bis 86 kg und holte im Folgejahr WM-Silber in Rom. Bei den Olympischen Sommerspielen 2020, die aufgrund der COVID-19-Pandemie 2021 stattfanden, wurde Amine gemeinsam mit der Schwimmerin Arianna Valloni zum Fahnenträger San Marinos bei der Eröffnungsfeier auserwählt. Zudem durfte er auch bei der Schlussfeier die Fahne San Marinos tragen. In der Klasse bis 86 kg konnte er sich durch einen Sieg über den Inder Deepak Punia die Bronzemedaille sichern. Es folgten 2022 der Europameistertitel sowie eine Bronzemedaille bei den Mittelmeerspielen in Oran. Mit Bronze bei den Weltmeisterschaften 2023 gewann Amine dann auch seine erste WM-Medaille. Zudem gewann er zweimal infolge Silber bei den Europameisterschaften 2023 und 2024.

## Familie
Sein Großvater Nazem Amine war ebenfalls Ringer und trat für den Libanon bei den Olympischen Sommerspielen 1960 an. Auch sein jüngerer Bruder Malik startet als Ringer bei internationalen Wettkämpfen für San Marino.